# Pouylebon
Pouylebon este o comună în departamentul Gers din sudul Franței. În 2009 avea o populație de 163 de locuitori.

## Evoluția populației
| An        | 1975 | 1982 | 1990 | 1999 | 2006 | 2009 |
| --------- | ---- | ---- | ---- | ---- | ---- | ---- |
| Populație | 149  | 176  | 178  | 155  | 140  | 163  |